# Raggruppamento operativo speciale
Pour les articles homonymes, voir ROS.
Le Raggruppamento operativo speciale (littéralement « Regroupement opératif spécial »), plus connu sous l’acronyme ROS, fait partie du corps des carabiniers italiens. Il a été fondé le 3 décembre 1990 afin de coordonner les activités des carabiniers en matière de lutte contre le crime organisé et l’anti-terrorisme. Le ROS a été créé à partir des restes de l’unité anti-terroriste fondée par le général Dalla Chiesa dans les années 1970. Il dépend directement du commandement général des carabiniers.

## Organisation
Le centre de commande du ROS coordonne les activités de 26 sections régionales de lutte contre le crime. Son quartier général est organisé ainsi :
- Trois centres de service d’enquête :
  - Crime organisé
  - Trafic de drogue et enlèvements
  - Analyse
- Une unité anti-subversion
- Une unité d’appui technique